# Фотохимия
Фотохимията (произходът на думата е от гръцки) е раздел на химията. Тя изучава реакциите, които протичат под въздействие на електромагнитни лъчения с различна дължина на вълната (включително и видимите светлинни лъчи).
Като самостоятелен раздел фотохимията се обособява през 18 — 19 век. Фотохимичните реакции протичат с абсорбция на електромагнитни лъчи, които доставят активираща енергия на системата или се включват и използват под формата на свободна енталпия. В обратния случай — освобождаване на енергия под формата на електромагнитно излъчване, се нарича химилуминесценция. Абсорбцията на светлината протича под формата на светлинни кванти (фотони).
Към фотохимичните процеси спадат:
- Фотолиза — фотохимично разлагане на химично съединение (разлагане на сребърния халогенид до елементарно сребро);
- Фотосинтеза – фотохимично изграждане на дадено химично съединение
- Фотополимеризация — фотохимично индуцирано свързване на нискомолекулни органични съединения във високомолекулни (полимеризация на антрацен в диантрацен)

Фотохимичните процеси имат изключително биологично и голямо практическо значение. Чрез тях могат да се изследват реакции, които са недостъпни за изследване чрез други средства, и да се правят важни изводи като относно механизма на протичане на реакциите, така и относно силите на химическото свързване.